# Primera Liga de Bulgaria 2017-18
La Primera Liga de Bulgaria 2017-18 fue la 94.ª edición de la Primera Liga de Fútbol Profesional la máxima categoría del fútbol profesional en Bulgaria. La temporada comenzó el 29 de julio de 2017 y finalizó el 31 de mayo de 2018. El Ludogorest Razsgrad es el vigente campeón habiendo conseguido su sexto campeonato consecutivo.

## Formato
Los catorce equipos participantes jugaron entre sí todos contra todos dos veces totalizando veintiséis partidos cada uno, al término de la fecha veintiséis los seis primeros pasaron a jugar en el grupo campeonato mientras que los 8 últimos jugaron en el grupo descenso.
En el grupo campeonato los seis equipos jugaron todos contra todos dos veces sumando 10 partidos más; al término de la fecha treinta y seis el primer clasificado obtuvo un cupo para la segunda ronda de la Liga de Campeones de la UEFA 2018-19, mientras que el segundo clasificado obtuvieron un cupo para la primera ronda de la Liga Europea 2018-19; por otro lado el tercer clasificado juega un playoff para determinar su participación en la Liga Europa de la UEFA 2018-19.
En el grupo descenso los ocho equipos participantes se dividieron en dos grupos de cuatro cada uno, dentro de cada grupo se jugó todos contra todos sumando seis partidos más; al final de la fecha treinta y dos los dos últimos clasificados de cada grupo pasaron a jugar los play-offs de relegación mientras que los dos primeros de cada grupo jugaron los play-offs para la Liga Europea 2018-19.
Un tercer cupo para la primera ronda de la Liga Europea 2017-18 es asignado al campeón de la Copa de Bulgaria.

## Ascensos y descensos
| Pos. | Descendidos de la Primera Liga de Bulgaria 2016-17 |
| ---- | -------------------------------------------------- |
| 12.º | Lokomotiv Gorna                                    |
| 13.º | Neftochimic Burgas                                 |
| 14.º | Montana                                            |

| Pos. | Ascendidos de la Segunda Liga de Bulgaria 2016-17 |
| ---- | ------------------------------------------------- |
| 1.º  | Etar                                              |
| 2.º  | Septemvri Sofia                                   |
| 3.º  | Vitosha Bistritsa                                 |

## Equipos participantes
| Club                | Ciudad         | Estadio                       | Capacidad |
| ------------------- | -------------- | ----------------------------- | --------- |
| Beroe Stara Zagora  | Stara Zagora   | Estadio Beroe                 | 12,128    |
| Botev Plovdiv       | Plovdiv        | Estadio Hristo Botev          | 4,000     |
| Cherno More Varna   | Varna          | Estadio Ticha                 | 8,250     |
| CSKA Sofia          | Sofia          | Estadio Balgarska Armiya      | 18,495    |
| Dunav Ruse          | Ruse           | Gradski Stadium               | 12,400    |
| Etar Veliko Tarnovo | Veliko Tarnovo | Estadio Ivaylo                | 25,000    |
| Levski Sofia        | Sofia          | Estadio Georgi Asparuhov      | 25,000    |
| Lokomotiv Plovdiv   | Plovdiv        | Lokomotiv Stadium             | 13,000    |
| Ludogorets Razgrad  | Razgrad        | Ludogorets Arena              | 9,000     |
| Pirin Blagoevgrad   | Blagoevgrad    | Estadio Hristo Botev          | 7,000     |
| Septemvri Sofia     | Sofia          | Estadio Nacional Vasil Levski | 43,230    |
| Slavia Sofia        | Sofia          | Estadio Nacional Vasil Levski | 43,230    |
| Vereya              | Stara Zagora   | Trace Arena                   | 3,500     |
| Vitosha Bistritsa   | Bistritsa      | Estadio Bistritsa             | 2,000     |

## Temporada regular

### Tabla de posiciones
| Pos. | Equipo              | Pts. | PJ | G  | E | P  | GF | GC | Dif. | Clasificación    |
| ---- | ------------------- | ---- | -- | -- | - | -- | -- | -- | ---- | ---------------- |
| 1    | Ludogorets Razgrad  | 66   | 26 | 21 | 3 | 2  | 63 | 13 | +50  | Grupo campeonato |
| 2    | CSKA Sofia          | 63   | 26 | 19 | 6 | 1  | 59 | 14 | +45  | Grupo campeonato |
| 3    | Levski Sofia        | 50   | 26 | 14 | 8 | 4  | 37 | 14 | +23  | Grupo campeonato |
| 4    | Beroe               | 45   | 26 | 12 | 9 | 5  | 33 | 24 | +9   | Grupo campeonato |
| 5    | Botev Plovdiv       | 42   | 26 | 11 | 9 | 6  | 44 | 29 | +15  | Grupo campeonato |
| 6    | Vereya              | 35   | 26 | 10 | 5 | 11 | 24 | 34 | −10  | Grupo campeonato |
| 7    | Slavia Sofia        | 32   | 26 | 8  | 8 | 10 | 34 | 37 | −3   | Grupo descenso   |
| 8    | Septemvri Sofia     | 31   | 26 | 9  | 4 | 13 | 25 | 42 | −17  | Grupo descenso   |
| 9    | Lokomotiv Plovdiv   | 31   | 26 | 8  | 7 | 11 | 22 | 37 | −15  | Grupo descenso   |
| 10   | Cherno More         | 27   | 26 | 7  | 6 | 13 | 24 | 32 | −8   | Grupo descenso   |
| 11   | Pirin Blagoevgrad   | 26   | 26 | 6  | 8 | 12 | 20 | 28 | −8   | Grupo descenso   |
| 12   | Dunav Ruse          | 21   | 26 | 5  | 6 | 15 | 17 | 38 | −21  | Grupo descenso   |
| 13   | Etar Veliko Tarnovo | 21   | 26 | 4  | 9 | 13 | 24 | 45 | −21  | Grupo descenso   |
| 14   | Vitosha Bistritsa   | 8    | 26 | 0  | 8 | 18 | 12 | 51 | −39  | Grupo descenso   |

Actualizado a los partidos jugados el 19 de marzo de 2018.
 Fuente: Soccerway
Criterios de clasificación: 1) Puntos; 2) Enfrentamientos directos; 3) Diferencia de goles en enfrentamientos directos; 4) Goles de visita en los enfrentamientos directos (solo 2 clubes);
 5) Diferencia de goles; 6) Goles; 7) Juego limpio.
Notas:
1. 1 2  Septemvri Sofia supera a Lokomotiv Plovdiv en los enfrentamientos directos: Septemvri 3–1 Lokomotiv, Lokomotiv  1–0 Septemvri.
2. 1 2  Dunav Ruse supera a Etar en los enfrentamientos directos: Dunav 0–0 Etar, Etar 0–2 Dunav.

### Resultados
| Local \ Visitante   | BER | BOT | CMO | CSK | ETA | DUN | LEV | LPL | LUD | PIR | SEP | SLA | VER | VIT |
| ------------------- | --- | --- | --- | --- | --- | --- | --- | --- | --- | --- | --- | --- | --- | --- |
| Beroe               | —   | 1–1 | 2–0 | 0–3 | 2–1 | 1–1 | 0–0 | 1–2 | 0–1 | 1–1 | 5–1 | 2–0 | 0–0 | 0–0 |
| Botev Plovdiv       | 1–1 | —   | 1–2 | 2–6 | 3–0 | 3–0 | 2–1 | 3–0 | 1–3 | 0–1 | 5–0 | 1–1 | 1–0 | 3–0 |
| Cherno More         | 1–4 | 0–0 | —   | 0–1 | 0–0 | 1–0 | 2–3 | 0–1 | 0–1 | 0–1 | 1–4 | 1–1 | 1–2 | 1–0 |
| CSKA Sofia          | 6–0 | 1–1 | 0–0 | —   | 2–1 | 3–0 | 1–0 | 4–1 | 0–1 | 0–0 | 2–0 | 1–0 | 3–0 | 6–1 |
| Etar Veliko Tarnovo | 1–2 | 1–1 | 1–1 | 2–2 | —   | 0–2 | 0–1 | 1–2 | 0–6 | 2–1 | 3–3 | 2–1 | 0–1 | 2–0 |
| Dunav Ruse          | 1–1 | 0–0 | 0–1 | 0–2 | 0–0 | —   | 0–4 | 2–2 | 0–5 | 0–0 | 0–1 | 0–1 | 2–0 | 3–0 |
| Levski Sofia        | 0–0 | 1–0 | 1–0 | 2–2 | 1–1 | 2–0 | —   | 1–0 | 0–0 | 3–0 | 2–0 | 4–0 | 1–0 | 2–0 |
| Lokomotiv Plovdiv   | 0–2 | 0–0 | 0–3 | 0–1 | 2–0 | 2–1 | 0–0 | —   | 0–3 | 1–0 | 1–0 | 1–2 | 1–1 | 3–1 |
| Ludogorets Razgrad  | 2–0 | 2–1 | 3–1 | 1–2 | 4–0 | 2–0 | 2–0 | 0–0 | —   | 1–1 | 1–0 | 4–1 | 3–1 | 3–0 |
| Pirin Blagoevgrad   | 0–1 | 1–2 | 1–1 | 1–2 | 3–2 | 1–0 | 0–3 | 5–0 | 0–2 | —   | 0–1 | 0–0 | 1–2 | 1–0 |
| Septemvri Sofia     | 0–1 | 1–1 | 2–1 | 0–1 | 1–1 | 0–2 | 1–4 | 3–1 | 1–4 | 1–0 | —   | 0–2 | 2–0 | 1–0 |
| Slavia Sofia        | 1–4 | 2–3 | 2–0 | 1–1 | 1–2 | 3–0 | 1–1 | 1–1 | 0–4 | 3–1 | 4–1 | —   | 0–1 | 4–0 |
| Vereya              | 0–1 | 2–4 | 0–4 | 0–5 | 2–0 | 2–1 | 2–0 | 1–0 | 2–1 | 0–0 | 0–1 | 1–1 | —   | 1–1 |
| Vitosha Bistritsa   | 0–1 | 2–4 | 1–2 | 0–2 | 1–1 | 1–2 | 0–0 | 1–1 | 2–4 | 0–0 | 0–0 | 1–1 | 0–3 | —   |

## Grupo campeonato

### Tabla de posiciones
| Pos. | Equipo                 | Pts. | PJ | G  | E  | P  | GF | GC | Dif. | Clasificación 2018-19                 |
| ---- | ---------------------- | ---- | -- | -- | -- | -- | -- | -- | ---- | ------------------------------------- |
| 1    | Ludogorets Razgrad (C) | 88   | 36 | 27 | 7  | 2  | 91 | 22 | +69  | Primera ronda de la Liga de Campeones |
| 2    | CSKA Sofia             | 81   | 36 | 24 | 9  | 3  | 80 | 26 | +54  | Primera ronda de la Liga Europa       |
| 3    | Levski Sofia (O)       | 64   | 36 | 18 | 10 | 8  | 55 | 27 | +28  | Play-offs para la Liga Europa         |
| 4    | Beroe                  | 59   | 36 | 16 | 11 | 9  | 45 | 43 | +2   |                                       |
| 5    | Botev Plovdiv          | 56   | 36 | 15 | 11 | 10 | 62 | 49 | +13  |                                       |
| 6    | Vereya                 | 36   | 36 | 10 | 6  | 20 | 27 | 61 | −34  |                                       |

Actualizado a los partidos jugados el 20 de mayo de 2018.
 Fuente: Soccerway
Criterios de clasificación: 1) Puntos; 2) Enfrentamientos directos; 3) Diferencia de goles en enfrentamientos directos; 4) Goles de visita en los enfrentamientos directos (solo 2 clubes);
 5) Diferencia de goles; 6) Goles; 7) Juego limpio.

### Resultados
| Local \ Visitante  | BER | BOT | CSK | LEV | LUD | VER |
| ------------------ | --- | --- | --- | --- | --- | --- |
| Beroe              | —   | 3–2 | 1–1 | 0–4 | 1–1 | 2–0 |
| Botev Plovdiv      | 2–1 | —   | 2–1 | 1–0 | 2–4 | 2–0 |
| CSKA Sofia         | 1–0 | 4–1 | —   | 2–2 | 0–0 | 5–1 |
| Levski Sofia       | 1–2 | 3–2 | 2–3 | —   | 0–1 | 2–0 |
| Ludogorets Razgrad | 7–0 | 2–2 | 3–2 | 2–2 | —   | 5–0 |
| Vereya             | 0–3 | 2–2 | 0–2 | 0–2 | 0–3 | —   |

## Grupo descenso

### Grupo A
| Pos. | Equipo                | Pts. | PJ | G  | E  | P  | GF | GC | Dif. | Clasificación o descenso         |
| ---- | --------------------- | ---- | -- | -- | -- | -- | -- | -- | ---- | -------------------------------- |
| 1    | Slavia Sofia          | 43   | 32 | 11 | 10 | 11 | 44 | 44 | 0    | Primera ronda de la Liga Europa  |
| 2    | Cherno More           | 40   | 32 | 11 | 7  | 14 | 33 | 35 | −2   | Play-offs para la Liga Europa    |
| 3    | Pirin Blagoevgrad     | 30   | 32 | 7  | 9  | 16 | 29 | 42 | −13  | Clasifica a playoffs de descenso |
| 4    | Vitosha Bistritsa (O) | 13   | 32 | 1  | 10 | 21 | 17 | 60 | −43  | Clasifica a playoffs de descenso |

Actualizado a los partidos jugados el 28 de abril de 2018.
 Fuente: Soccerway
Criterios de clasificación: 1) Puntos; 2) Enfrentamientos directos; 3) Diferencia de goles en enfrentamientos directos; 4) Goles de visita en los enfrentamientos directos (solo 2 clubes);
 5) Diferencia de goles; 6) Goles; 7) Juego limpio.
Notas:
1. ↑  Tras ganar la Copa de Bulgaria 2017-18, el Slavia Sofia obtuvo un cupo para la Primera ronde la Liga Europa 2018-19.

#### Resultados
| Local \ Visitante | CMO | PIR | SLA | VIT |
| ----------------- | --- | --- | --- | --- |
| Cherno More       | —   | 2–1 | 2–0 | 2–0 |
| Pirin Blagoevgrad | 0–2 | —   | 2–5 | 2–2 |
| Slavia Sofia      | 1–1 | 2–0 | —   | 0–0 |
| Vitosha Bistritsa | 1–0 | 1–3 | 1–2 | —   |

### Grupo B
| Pos. | Equipo                  | Pts. | PJ | G  | E  | P  | GF | GC | Dif. | Clasificación o descenso         |
| ---- | ----------------------- | ---- | -- | -- | -- | -- | -- | -- | ---- | -------------------------------- |
| 1    | Septemvri Sofia         | 41   | 32 | 12 | 5  | 15 | 32 | 48 | −16  | Play-offs para la Liga Europa    |
| 2    | Lokomotiv Plovdiv       | 37   | 32 | 9  | 10 | 13 | 26 | 43 | −17  | Play-offs para la Liga Europa    |
| 3    | Dunav Ruse (O)          | 31   | 32 | 8  | 7  | 17 | 24 | 44 | −20  | Clasifica a playoffs de descenso |
| 4    | Etar Veliko Tarnovo (O) | 28   | 32 | 6  | 10 | 16 | 31 | 52 | −21  | Clasifica a playoffs de descenso |

Actualizado a los partidos jugados el 30 de abril de 2018.
 Fuente: Soccerway
Criterios de clasificación: 1) Puntos; 2) Enfrentamientos directos; 3) Diferencia de goles en enfrentamientos directos; 4) Goles de visita en los enfrentamientos directos (solo 2 clubes);
 5) Diferencia de goles; 6) Goles; 7) Juego limpio.

#### Resultados
| Local \ Visitante   | ETA | DUN | LPL | SEP |
| ------------------- | --- | --- | --- | --- |
| Etar Veliko Tarnovo | —   | 2–1 | 1–1 | 4–2 |
| Dunav Ruse          | 1–0 | —   | 1–0 | 0–2 |
| Lokomotiv Plovdiv   | 1–0 | 2–2 | —   | 0–2 |
| Septemvri Sofia     | 1–0 | 0–2 | 0–0 | —   |

## Play-offs para la Liga Europa

### Cuartos de final
| Equipo 1          | Agr. | Equipo 2        | Ida | Vuelta |
| ----------------- | ---- | --------------- | --- | ------ |
| Lokomotiv Plovdiv | 6–1  | Slavia Sofia    | 3–1 | 3–0    |
| Cherno More       | 4–2  | Septemvri Sofia | 2–1 | 2–1    |

### Semifinal
| Equipo 1    | Agr.       | Equipo 2          | Ida | Vuelta |
| ----------- | ---------- | ----------------- | --- | ------ |
| Cherno More | 4–3 (t.s.) | Lokomotiv Plovdiv | 2–1 | 2–2    |

### Final
| Equipo 1     | Resultado | Equipo 2    |
| ------------ | --------- | ----------- |
| Levski Sofia | 4–1       | Cherno More |

## Play-offs de descenso

### Primera ronda
| Equipo 1          | Agr. | Equipo 2          | Ida | Vuelta |
| ----------------- | ---- | ----------------- | --- | ------ |
| Vitosha Bistritsa | 1–4  | Dunav Ruse        | 0–1 | 1–3    |
| Etar              | 3–1  | Pirin Blagoevgrad | 2–1 | 1–0    |

### Segunda ronda
| Equipo 1          | Agr.     | Equipo 2          | Ida | Vuelta |
| ----------------- | -------- | ----------------- | --- | ------ |
| Etar              | 4–1      | Dunav Ruse        | 2–0 | 2–1    |
| Pirin Blagoevgrad | 2–2 (v.) | Vitosha Bistritsa | 1–0 | 1–2    |

### Tercera ronda
| Equipo 1          | Resultado      | Equipo 2        |
| ----------------- | -------------- | --------------- |
| Dunav Ruse        | 2–1            | Tsarsko Selo    |
| Vitosha Bistritsa | 2–2 (4:2 pen.) | Lokomotiv Sofia |

## Goleadores
Actualizado al 5 de mayo de 2018
| Pos. | Jugador          | Club               | Goles |
| ---- | ---------------- | ------------------ | ----- |
| 1    | Claudiu Keșerü   | Ludogorets Razgrad | 26    |
| 2    | Fernando Karanga | CSKA Sofia         | 23    |
| 3    | Pedro Eugénio    | Beroe Stara Zagora | 16    |
| 4    | Steven Petkov    | Botev Plovdiv      | 15    |
| 5    | Martin Kamburov  | Beroe Stara Zagora | 14    |
| 6    | Virgil Misidjan  | Ludogorets Razgrad | 12    |
| 7    | Ivaylo Dimitrov  | Slavia Sofia       | 11    |
| 7    | Martin Toshev    | Septemvri Sofia    | 11    |
| 9    | Alioune Badará   | Etar               | 10    |
| 9    | João Paulo       | Botev Plovdiv      | 10    |